# Хелемський Леонід Володимирович
Леоні́д Володи́мирович Хеле́мський (1978—2023) — сержант збройних сил України, учасник російсько-української війни. Герой України (2025, посмертно).

## Життєпис
Народився в Києві. 
Вищу освіту здобув у Державному університеті інформаційно-комунікаційних технологій.
У 2015—2019 роках брав участь в ООС у складі 79-ї окремої десантно-штурмової бригади.
З початком повномасштабного російського вторгнення долучився до лав 129-го батальйону 112-ї бригади ТрО.
Загинув 6 липня 2023 року в районі села Кліщіївка Донецької області.

## Нагороди
- Звання Герой України з удостоєнням ордена «Золота Зірка» (2 січня 2025, посмертно) — за особисту мужність і героїзм, виявлені у захисті державного суверенітету та територіальної цілісності України, самовіддане служіння Українському народові[1].